# Friedrich August von der Marwitz
Pour les articles homonymes, voir Marwitz.
Friedrich August Ludwig von der Marwitz, né le 29 mai 1777 à Berlin - décédé le 6 décembre 1837 à Friedersdorf), est un militaire et homme politique prussien.
Friedrich August von der Marwitz a été le représentant de la vieille noblesse prussienne et un adversaire des réformes libérales du baron de Stein.

## Biographie
Marwitz descend d'une ancienne famille de la noblesse prussienne des Nouvelles Marches, ou Neumark, aux confins de la Poméranie prussienne et du Brandebourg oriental. Ses ancêtres fondèrent la petite ville de Marwitz, aujourd'hui Marwice en Pologne, près de Landsberg an der Warthe. Il se transmettaient la tradition militaire de génération en génération et servirent la Prusse. Pas moins de quatorze de ses ancêtres furent généraux, dont au moins deux connurent la gloire sous Frédéric le Grand, Johann Friedrich Adolf von der Marwitz (en) (1723-1781) et Gustav Ludwig von der Marwitz (de) (1730-1797).
Son père, Friedrich August (1740-1793), était chambellan à la cour du roi de Prusse, puis deviendra maréchal de la Cour à Berlin. Sa mère, née Suzanne-Sophie-Marie-Louise de Beville (1756-1809), donna cinq enfants à son époux. Marwitz naquit au palais familial de la Wilhelmstrasse à Berlin. Il entra à treize ans dans le corps d'élite de l'époque, le régiment des gens d'armes (de) (ou Gendarmen), où certains de ses aïeux avaient servi et fut nommé cornette (c'est-à-dire une sorte de cadet) l'année suivante. Son apprentissage fut rapide, mais difficile. En 1802, il était premier lieutenant et quitta le régiment pour devenir en 1805 capitaine de cavalerie et aide de camp du prince de Hohenlohe qui fut vaincu par Napoléon à la bataille d'Iéna. Il assista aussi à la terrible défaite prussienne d'Auerstaedt. Ainsi, la Prusse allait devenir un satellite de la France, et humilié, le sentiment patriotique prussien, allié aux courants romantiques du Sturm und Drang, allait nourrir l'idée de l'unité allemande.
En attendant, Hohenlohe et son aide de camp furent emprisonnés après la capitulation de la forteresse de Prenzlau. Il réussit toutefois à s'enfuir par le Danemark et la Suède et à rejoindre Memel en province de Prusse-Orientale. Il avait l'intention de retrouver le roi Frédéric-Guillaume III, réfugié avec sa Cour à Kœnigsberg, afin de lever un régiment de volontaires. Il mit donc quelques mois à réunir 300 fantassins et 500 cavaliers et partit pour la Marche de Brandebourg afin de combattre les Français et leurs alliés saxons, avec l'aide des Suédois et des Anglais. Cependant le traité de Tilsit allait lui couper l’herbe sous le pied. En effet, selon ses termes, l'armée prussienne devait être réduite à 40 000 hommes et Marwitz dispersa donc ses hommes. Il retourna dans ses terres de Friedersdorf près de Custrin.
Le royaume de Prusse allait entrer après toutes ses défaites dans un cycle de réformes administratives et militaires, dont l'impulsion fut largement à l'initiative du baron de Stein, déclaré par Napoléon ennemi de la France en décembre 1808, et dans une certaine mesure par le comte von Hardenberg par la suite. Cependant la Prusse, en attendant son heure, n'était plus qu'un satellite humilié de l'Empire napoléonien, et réduite à rembourser ses dettes de guerre à la France et ses alliés, pendant que les ministères de Berlin étaient sous l’autorité de fonctionnaires et de militaires français. Le parti francophile comptait certes des partisans, mais Marwitz attendait lui aussi le moment venu.
Il reprit du service en 1813, lorsque la nouvelle organisation de la Landwehr, sorte de conscription, fut mise en place. L'Empire de Napoléon vacillait désormais de toute part après la retraite de Russie. Marwitz mit sur pied une brigade et participa à la victoire de Magdebourg, où il fut décoré de la croix de fer de première classe. Il est nommé colonel en 1815 et commande un régiment de uhlans. Il participe aux batailles de Ligny et de Namur. L'Europe du Congrès de Vienne et de la Sainte Alliance se met en place.
Il est décoré de l'Ordre Pour le Mérite, puis devient commandant de cavalerie. Il est nommé général-major en 1817 et quitte l'armée en 1827, avec le grade de général-lieutenant.
Il se consacre alors à sa propriété de Friedersdorf et participe à la vie politique en tant que Landtagsmarschall, c'est-à-dire président du parlement, ou Landtag, du Brandebourg. Il avait la confiance du Kronprinz et futur Frédéric-Guillaume IV.
Il épousa en premières noces la comtesse Carolina Franziska von Brühl (1783-1804) dont il eut une fille, et, veuf, en secondes noces, la comtesse Charlotte von Moltke (1780-1848) qui lui donna neuf enfants, dont huit survécurent à la petite enfance. Un seul de ses trois fils parvint à l'âge adulte.